# José DeLeón
José DeLeón Chestaro (Rancho Viejo, 20 de diciembre de 1960-25 de febrero de 2024) fue un lanzador dominicano que jugó en las Grandes Ligas de Béisbol. 

## Carrera deportiva
Jugó alrededor de trece temporadas (1983-1995) con los Piratas de Pittsburgh, Medias Blancas de Chicago, Cardenales de San  Luis, Filis de Filadelfia, y Expos de Montreal. DeLeón fue campeón en ponches de la Liga Nacional en 1989 con los Cardenales de San Luis. En su carrera, compiló un registro de 86 victorias y 119 derrotas en 415 salidas, con una efectividad de 3.76 y ponchó a 1594.
DeLeón fue elegido por los Piratas de Pittsburgh en la tercera ronda del draft amateur de 1979.
Lideró dos veces la Liga Nacional en pérdidas, registrando un récord de 2-19 en 1985 para los Piratas, y de 7-19 en 1990 con los Cardenales.
DeLeón y Kerry Wood son los únicos lanzadores en la historia de las Grandes Ligas en registrar menos de 100 victorias y aun así obtener 1500 o más ponches.